# 1432

## Родени
- 15 януари – Афонсу V, крал на Португалия
- 30 март – султан Мехмед II Завоевателя

## Починали
- 1 януари – Александру чел Бун, молдовски войвода